# 黎明街道 (温州市)
黎明街道，中国浙江省温州市鹿城区下辖的一个街道。

## 辖区
该街道辖有：	杨府山居委会、丰源居委会、宏源居委会、恒源居委会、汇源社区、上新田社区、下新田社区、杨府山涂村、蒲州村、上蒲州村。